# Charmes-sur-l’Herbasse

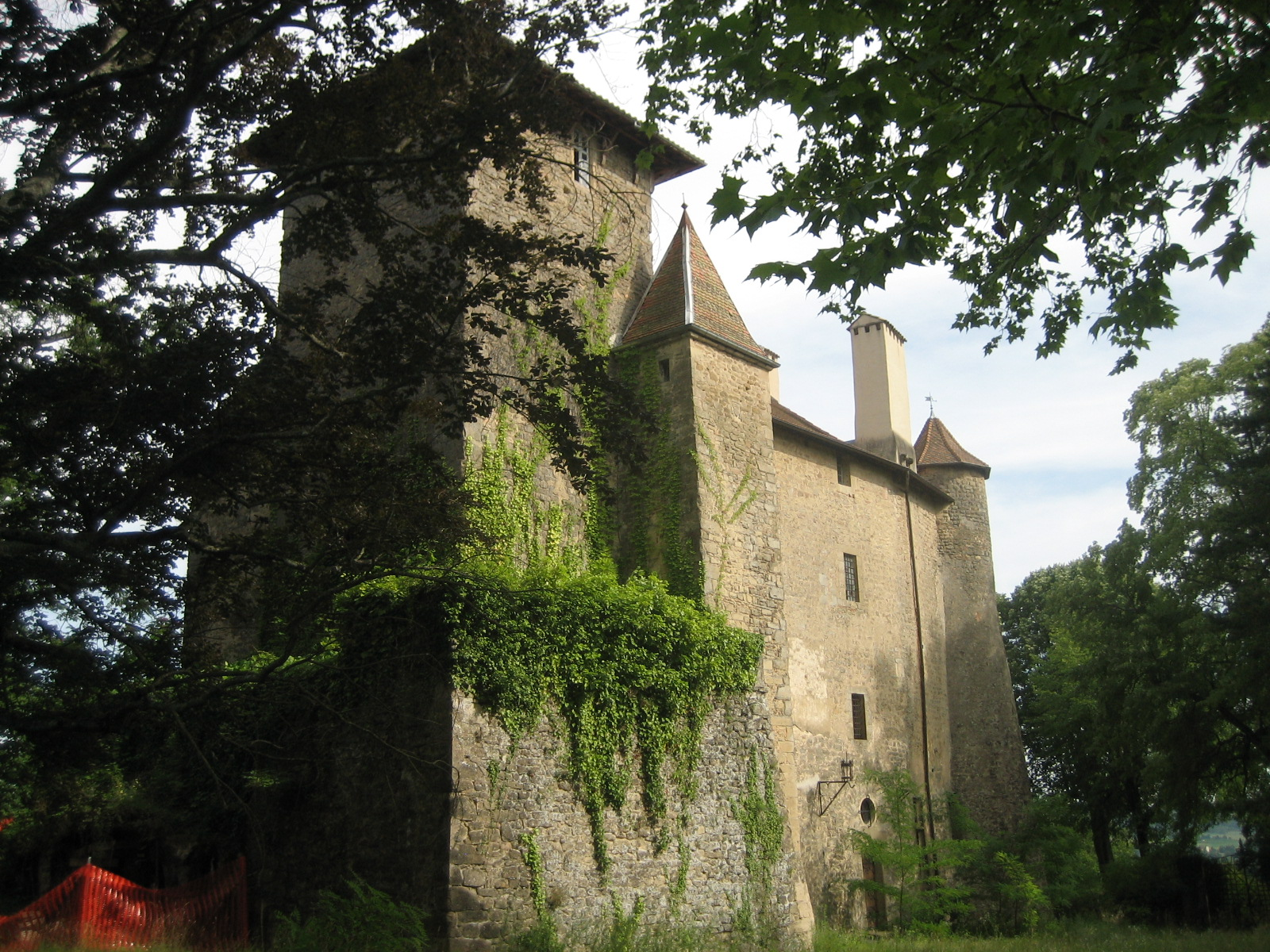
Zamek w Charmes-sur-l’Herbasse, 2008

Charmes-sur-l’Herbasse – miejscowość i gmina we Francji, w regionie Owernia-Rodan-Alpy, w departamencie Drôme.
Według danych na rok 1990 gminę zamieszkiwało 631 osób, a gęstość zaludnienia wynosiła 49 osób/km² (wśród 2880 gmin regionu Rodan-Alpy Charmes-sur-l’Herbasse plasuje się na 1038. miejscu pod względem liczby ludności, natomiast pod względem powierzchni na miejscu 914.).